# شون كيني
شون كيني (بالإنجليزية: Seán Kenny)‏ هو سياسي أيرلندي، ولد في 1 أكتوبر 1942 في مقاطعة غالواي في جمهورية أيرلندا. حزبياً، نشط في حزب العمال (جمهورية أيرلندا). في الانتخابات العمومية الإيرلندية 1992 ‏، انتخب نائب دييل عن دائرة Dublin North-East (Dáil constituency) ‏ وقد انضم خلال فترته النيابية ‏ (14 ديسمبر 1992 – 15 مايو 1997)  للكتلة البرلمانية حزب العمال (جمهورية أيرلندا) وفي الانتخابات العمومية الأيرلندية 2011 ‏، انتخب نائب دييل عن دائرة Dublin North-East (Dáil constituency) ‏ وقد انضم خلال فترته النيابية ‏ (9 مارس 2011 – 3 فبراير 2016)  للكتلة البرلمانية حزب العمال (جمهورية أيرلندا).

## وصلات خارجية
- الموقع الرسمي